# Achyrospermum
Achyrospermum és un gènere amb trenta-dues espècies fanerògames i lamiàcies.

## Morfologia
Plantes herbàcies perennes o arbustos de fulles peciolades i crenades. Les inflorescències es presenten en una estructura d'espiga terminal densa o lateral. Les bràctees són ovalades, sèssils, apicals, escassament pubescents i amb un marge ciliat que abasta l'eix entre els verticils. Respecte al calze podem dir que és decanervi, amb 5 dents pràcticament iguals. La corol·la està composta per una estructura cilíndrica. A més està formada per limbes bilabiats, el llavi superior està corbat i l'inferior trilobulats i paral·lalels entre ells. Té quatre estams fèrtils, didínams i tots ells dirigits cap a la part superior del tub o del llavi superior de la corol·la.

## Espècies seleccionades
| - Achyrospermum africanum - Achyrospermum aethiopicum - Achyrospermum axillare - Achyrospermum carvalhi - Achyrospermum ciliatum | - Achyrospermum cryptanthum - Achyrospermum dasytrichum - Achyrospermum densiflorum - Achyrospermum erythrobotrya - Achyrospermum fruticosum |

## Sinonímia
- Lamprostachys Bojer ex Benth. in A.P.de Candolle (1848).
- Siphotoxis Bojer ex Benth. in A.P.de Candolle (1848).[1]